# Кинопремия
Кинопремия, также киноприз — награды, предоставляемые кинофильмам, их создателям а также актёрам в различных категориях. Присуждение наград происходит по решению жюри (группы экспертов, критиков или другой группы лиц, например соответствующей киноакадемии), или путем открытого опроса. Торжественное вручение кинонаград обычно происходит каждый год после завершения кинофестиваля для фильмов, принимавших в нём участие, либо независимо от фестиваля из числа ранее номинированных, либо из числа всех фильмов из соответствующей категории. Первой кинопремией, врученной в 1920 году, была американская премия Photoplay Award.

## Самые престижные кинопремии
Одной из самых известных и престижных наград, присуждаемых в области киноиндустрии, считается премия Американской академии киноискусства, более известная как «Оскар». Премия была учреждена в 1929 году и ежегодно присуждается во многих категориях. С 1944 года Голливудская ассоциация иностранной прессы присуждает премии «Золотой глобус», вручением которых ежегодно начинается сезон различных кинонаград в области кино и телевидения, завершающийся церемонией вручения «Оскара»
В 1988 году Европейской киноакадемией был основан Европейский киноприз, которым академия ежегодно награждает лучшие кинофильмы и киномытцев за выдающиеся достижения в европейском кинематографе. Европейский киноприз иногда ещё называют европейским Оскаром или Еврооскаром.